# Hylaeus albozebratus
Hylaeus albozebratus är en biart som beskrevs av Michener 1965. Hylaeus albozebratus ingår i släktet citronbin, och familjen korttungebin. Inga underarter finns listade i Catalogue of Life.

## Bildgalleri

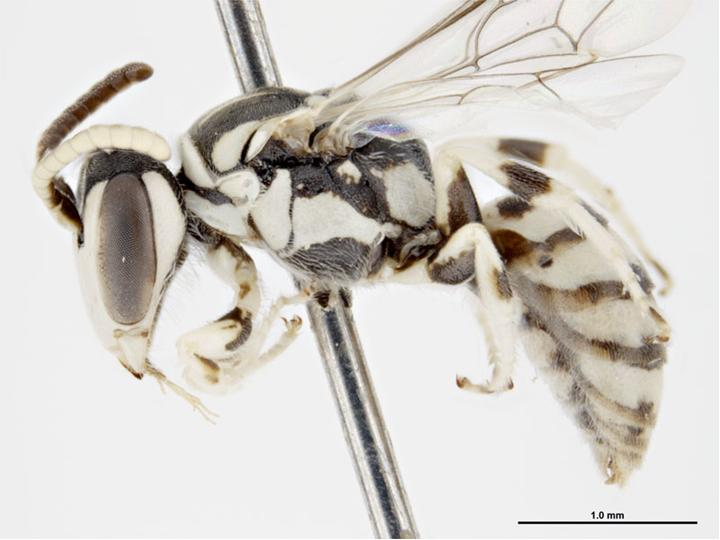
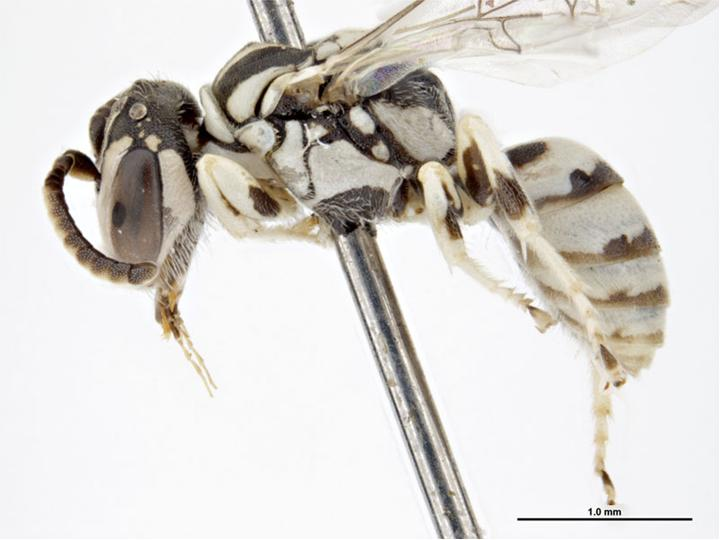